# Раполионис, Станислав
Станислав Раполио́нис (Рапагела́нус; лат. Stanislaus Rapolionis, Rapalionis или Rapagellanus; лит. Stanislovas Rapolionis; около 1485—13 мая 1545, Кёнигсберг) — деятель культуры и лютеранской церкви, педагог. Доктор теологии, профессор Кёнигсбергского университета. Автор теологических произведений и лекций на латыни.

## Биография
Родился около 1485 года недалеко от города Эйшишкес. Происходил из шляхетской семьи. Предполагается, что был некоторое время францисканцем в Вильне, но под влиянием Реформации оставил монашество. С 1528 года учился в Краковском университете, окончил его со степенью бакалавра.
Был одним из первых лютеран в Великом княжестве Литовском. С 1539 года преподавал в лютеранской школе Абрахама Кульвеца в Вильно. С 1542 года на стипендию герцога Пруссии Альбрехта учился в Виттенбергском университете, где в 1544 году получил степень доктора теологии. В том же году в качестве профессора начал преподавать теологию, а после также еврейский язык в Кёнигсбергском университете.
По инициативе Альбрехта начал перевод Библии на литовский язык. Перевод Ветхого завета был закончен, однако судьба рукописи неизвестна, вероятно, она была уничтожена противниками реформации. В «Христианских песнях» Мартина Мажвидаса (1570, 2 часть) изданы песнопения в переводе Раполиониса.
Умер 13 мая 1545 года в Кёнигсберге. Похоронен в Кёнигсбергском кафедральном соборе рядом с герцогской усыпальницей. На его надгробном камне сохранилась эпитафия, содержащая следующие слова: «Здесь лежит великий муж, гордость литовского народа» (лит. Čia guli didis vyras, lietuvių tautos garbė).

## Память
В деревне Горностайишкес Эйшишкского староства Шальчининкского района в 1986 году в связи с 500-летием Рапалиониса был открыт памятник (скульптор Константинас Богданас, архитекторы Римантас Буйвидас и Юрас Балькявичюс). Памятник включён в Регистр культурных ценностей Литовской Республики (код 15579) как объект национального значения.
Имя Раполиониса с 1993 года носит гимназия в Эйшишкес с преподаванием на литовском и русском языках.